# Walentin Makiejew
Walentin Nikołajewicz Makiejew (ros. Валентин Николаевич Макеев, ur. 10 kwietnia 1930 w Kaliningradzie (obecnie Korolow) w obwodzie moskiewskim, zm. 1999 w Moskwie) – wicepremier ZSRR (1980-1983).

## Życiorys
1948-1953 studiował w Moskiewskim Instytucie Inżynieryjno-Ekonomicznym im. Ordżonikidzego, od sierpnia 1953 pracował jako inspektor działu budowlanego Ministerstwa Kultury ZSRR, od lutego 1954 do lutego 1957 aspirant, później asystent Moskiewskiego Instytutu Inżynieryjno-Ekonomicznego. Od 1956 członek KPZR, od września 1958 starszy wykładowca i kandydat nauk technicznych, od września 1960 docent, od grudnia 1962 prorektor ds. pracy naukowej. Od lipca 1964 II sekretarz, a od czerwca 1969 I sekretarz Baumańskiego Komitetu Rejonowego KPZR w Moskwie, od lutego do lipca 1976 sekretarz, potem II sekretarz Moskiewskiego Komitetu Miejskiego KPZR, od października 1980 do stycznia 1983 zastępca przewodniczącego Rady Ministrów ZSRR. Od stycznia 1983 sekretarz Wszechzwiązkowej Centralnej Rady Związków Zawodowych, od stycznia 1991 na emeryturze. 1976-1986 członek KC KPZR. Deputowany do Rady Najwyższej ZSRR 9 i 10 kadencji. Pochowany na Cmentarzu Wagańkowskim w Moskwie.

## Odznaczenia
- Order Lenina
- Order Rewolucji Październikowej
- Order Czerwonego Sztandaru Pracy
- Order „Znak Honoru”